# 옐레나 페트로바 (유도 선수)
옐레나 블라디미로브나 페트로바(러시아어: Еле́на Влади́мировна Петро́ва, 1966년 10월 13일~)는 러시아의 전직 유도 선수이다. 1992년 하계 올림픽 여자 하프미들급에서 동메달을 획득했다.